# محاريات نهرية
محاريات نهرية (الاسم العلمي: Unionoida)، رتبة أحادية النمط الخلوية من محاريات المياه العذبة، المنتمية إلى الرخويات ذوات الصدفتين. وتضم الرتبة أغلب محاريات المياه العذبة الكبيرة، بما في ذلك محار اللؤلؤ مياه العذبة.